# Osiedle Paderewskiego (Żywiec)
Osiedle Paderewskiego – osiedle mieszkaniowe w Żywcu, w dzielnicy Śródmieście.
Osiedle składa się z trzech pięciokondygnacyjnych bloków mieszkalnych (Osiedle Paderewskiego 15A, 15B, 15C) oddanych do użytku w 1981 i administrowanych przez Spółdzielnię Mieszkaniową „Gronie”.
Działalność prowadzi tu Przedszkole nr 9 im. Andrzeja Komonieckiego, zlokalizowany jest tu ponadto supermarket sieci Lidl.